# Didier Reynders
Pour les articles homonymes, voir Reynders.
Didier Reynders (/di.dje ʁɛn.dɛʁs/), né le 6 août 1958 à Liège, est un homme politique belge. Membre du Parti réformateur libéral (PRL), il est président du Mouvement réformateur (MR) de 2004 à 2011, un cartel politique formé par plusieurs partis belges francophones de droite et centre droit.
Reynders exerce diverses fonctions dans des institutions publiques avant d'entrer à la Chambre des représentants en 1992. Il a été ministre fédéral des Finances de 1999 à 2011 dans six gouvernements différents — du premier gouvernement de Guy Verhofstadt au second gouvernement d'Yves Leterme — et ministre fédéral des Affaires étrangères et européennes depuis 2011, dans le gouvernement d'Elio Di Rupo et les gouvernements de Charles Michel. À la suite de la crise gouvernementale de décembre 2018, il hérite en plus du poste de ministre de la Défense.
Après les élections législatives fédérales de 2019, il est désigné informateur par le roi Philippe le 30 mai, un rôle qu'il assure conjointement avec Johan Vande Lanotte.
Il est désigné au poste de Commissaire européen chargé de la Justice dans la Commission Von der Leyen le 10 septembre 2019, poste qu'il occupe jusqu'en septembre 2024.
En décembre 2024, Didier Reynders est suspecté de blanchiment d'argent, notamment suite à des dépôts d'argent liquide et via l'achat de jeux de hasard pour un montant d'environ 1 million d'euros.

## Biographie

### Jeunesse et études
Didier Reynders fait ses études classiques à l'Institut Saint-Jean Berchmans de Liège et est licencié en droit de l'université de Liège (1981).

### Premiers engagements politiques
Il entre en politique à la suite de sa rencontre avec Jean Gol. Directeur général au département des pouvoirs locaux du ministère de la Région wallonne de 1985 à 1988, il devient président de la Société nationale des chemins de fer belges (SNCB) en 1986, puis président de la Société nationale des voies aériennes (1991-1993). Dans le même temps, il est élu conseiller communal à Liège. En 1992, il est élu à la Chambre des représentants et devient président du groupe PRL-FDF à la Chambre en 1995.

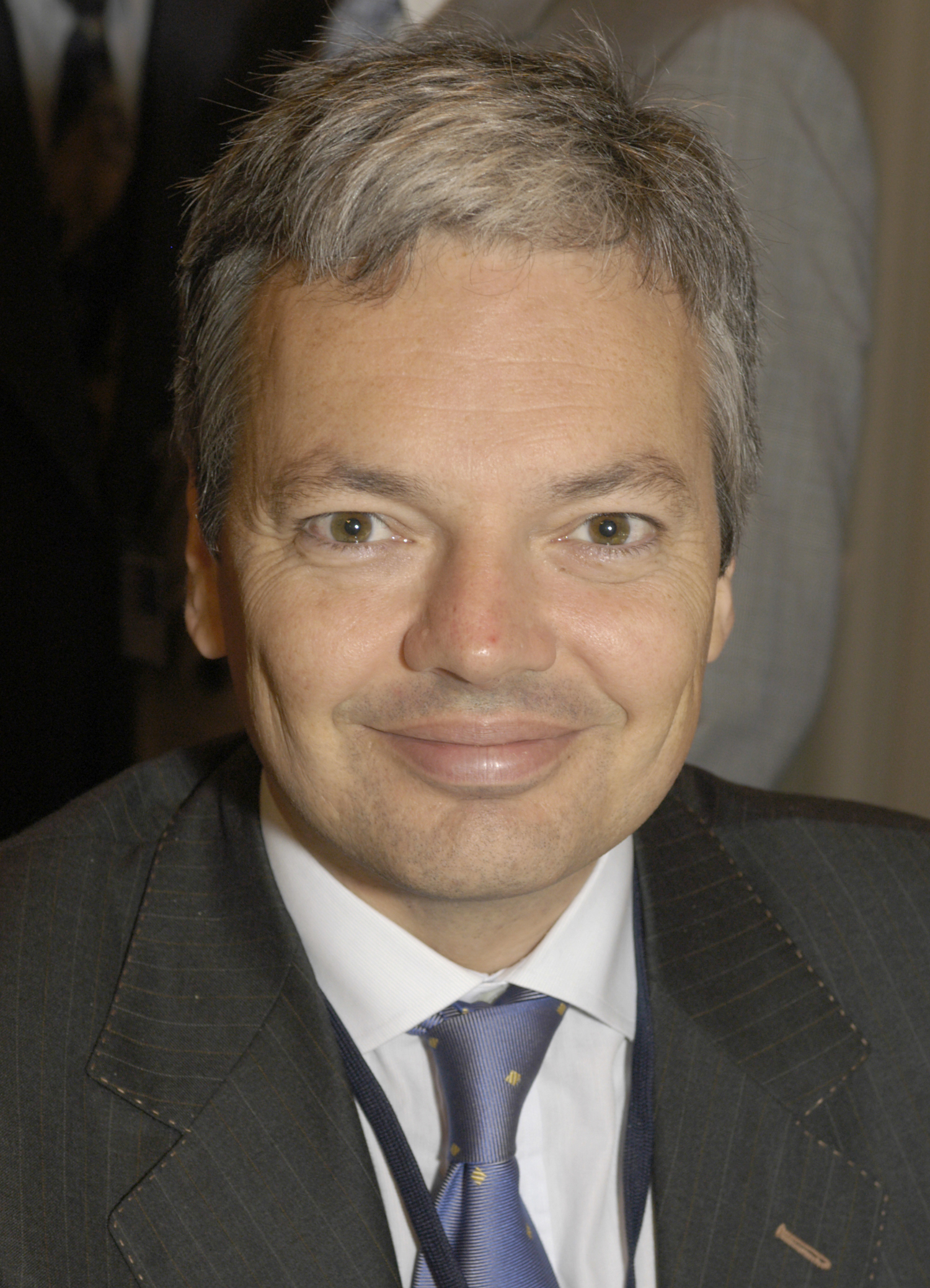
Didier Reynders en 2002.

Parallèlement à sa carrière politique, il exerce plusieurs mandats dans le monde des affaires. De 1992 à 1999, il préside le conseil d'administration de la banque SEFB (Record Bank aujourd'hui). Il est aussi administrateur du centre de coordination du groupe Carmeuse et de la Compagnie des wagons-lits.

### Fonctions ministérielles
À la suite des élections fédérales de 1999, il entre au gouvernement fédéral comme ministre des Finances, poste qu'il occupe sans discontinuer jusqu'en 2011. Il a en plus été chargé de la Régie des Bâtiments dans le gouvernement Verhofstadt II, puis, considéré comme le lieutenant en politique de Louis Michel, il succède à celui-ci comme vice-Premier ministre le 18 juillet 2004, ensuite comme président du MR à compter du 11 octobre 2004. Il a également été le ministre francophone chargé des Réformes institutionnelles dans le Gouvernement Leterme II, ce qui fait de lui l'une des principales personnalités politiques de Belgique.
En tant que ministre des Finances, il a conçu un dispositif accordant d'importants allégements fiscaux aux multinationales. Favorable aux recommandations du Fonds monétaire international (FMI), il plaide pour la suppression de l’indexation des salaires et des allocations sociales à l’évolution du coût de la vie.
Pour le scrutin législatif du 10 juin 2007, Didier Reynders était en tête de la liste du MR pour la Chambre des représentants à Liège.
À la suite des élections législatives du 10 juin 2007, la famille libérale belge (MR + Open VLD) devient la première famille politique de Belgique, grâce essentiellement au succès du MR qui, avec 12,52 % des suffrages et 23 sièges sur 150 à la Chambre des représentants (soit 1,12 point de mieux mais tout de même 1 siège de moins qu'en 2003), ainsi que 12,31 % des voix aux élections sénatoriales et 6 sièges, représente désormais la deuxième force politique de Belgique derrière le CD&V et le premier parti francophone.
Fort de ce succès, Didier Reynders a été désigné par le roi Albert II comme informateur. Il démissionne le 15 juillet 2007, Yves Leterme étant nommé une première fois par le roi formateur du gouvernement.
Après plusieurs échecs, un gouvernement intérimaire est formé le 21 décembre 2007 sous la direction du Premier ministre sortant Guy Verhofstadt, et dans lequel il reste vice-Premier ministre toujours chargé des Finances et des Réformes institutionnelles (conjointement pour ce dossier avec Yves Leterme) ainsi que des Réformes socioéconomiques. Il est reconduit dans les gouvernements Leterme à partir du 20 mars 2008 et Van Rompuy à partir du 30 décembre 2008, où il est, selon l'ordre protocolaire, le numéro 2 du gouvernement.
Aux élections législatives fédérales belges de 2010, les libéraux subissent un double revers face aux socialistes en Wallonie et face aux nationalistes de la N-VA en Flandre. Durant la longue crise politique qui s'ensuit, Didier Reynders finit cependant par se voir confier une brève mission d'informateur qui dure un mois, en février 2011. C'est à cette même époque que Charles Michel lui succède à la présidence du MR, à la suite des élections internes qui ont été la conséquence de la contestation qui a agité le MR.
Le 6 décembre 2011, il devient ministre fédéral des Affaires étrangères, du Commerce extérieur et des Affaires européennes dans le gouvernement Di Rupo, poste qu'il s'est à nouveau vu attribuer en 2014 dans le gouvernement de Charles Michel. Il est critiqué en décembre 2012 pour avoir rencontré, dans le cadre de son voyage en Arabie saoudite, un prince condamné par un tribunal français pour trafic de drogue et recherché par Interpol.
À la suite des élections législatives fédérales de 2019, Didier Reynders est nommé par le Roi pour mener une mission d'information avec Johan Vande Lanotte en vue de former un nouveau gouvernement. Prolongée à plusieurs reprises au point de devenir la plus longue mission d'information de l'histoire du pays (plus de 100 jours), la nature de la mission évolue cependant au cours de l'été et tend à devenir une mission de préformation dans laquelle les deux hommes essaient de poser les bases d'une coalition qui rassemblerait la N-VA et le PS.

### Commissaire européen
Le 24 août 2019, le gouvernement Michel II propose le nom de Didier Reynders comme candidat à un poste de commissaire au sein de la nouvelle commission européenne dirigée par Ursula von der Leyen. Si l'opposition conteste la légitimité d'un gouvernement minoritaire à prendre une telle décision, le candidat en lui-même fait cependant consensus, à l'exception du PTB. Le 10 septembre, il est annoncé que Didier Reynders sera Commissaire à la Justice et veillera notamment au respect de l'état de droit au sein de l'Union.
Le 26 mars 2024, Didier Reynders, dont le nom a été cité parmi les trois candidats au poste de secrétaire général du Conseil de l'Europe, demande un congé sans solde à la présidente de la Commission Ursula von der Leyen,. 
Le 1er septembre 2024, Georges-Louis Bouchez choisit Hadja Lahbib comme candidate belge à la nouvelle Commission européenne, au détriment de Didier Reynders. En effet, le commissaire sortant et ex-vice-Premier ministre s'était porté candidat à sa succession au sein de l'exécutif européen. Le mois précédent, il échouait pour la seconde fois à obtenir le poste de secrétaire général du Conseil de l'Europe.

### Controverses
En fin de mandat comme ministre des finances, en 2011, il a contribué à mettre sur place une loi élargissant le recours à la transaction pénale qui soulageait trois hommes d'affaires kazakhs soupçonnés de corruption et un groupe de diamantaires anversois cités au sujet de plusieurs fraudes.
En 2012, Didier Reynders a rendu visite au prince saoudien Nayef Al Shaalan, condamné depuis 2007 par la France à dix années de prison par contumace pour trafic de cocaïne, et suspecté de liens avec des organisations terroristes en Syrie. Didier Reynders a refusé de répondre aux questions des journalistes de la RTBF concernant cette affaire.
En avril 2017, la Belgique vote en faveur de l’entrée de l’Arabie saoudite, pourtant considéré comme l'un des pays les plus rétrogrades sur la question des droits des femmes, dans la Commission du droit des femmes de l’ONU. Cette décision soulève une polémique et des questionnements quant au rôle de Didier Reynders.
En 2015, Reynders a été critiqué pour s'être fait peindre le visage en noir lors d'un festival traditionnel à Bruxelles,.
En septembre 2019, Nicolas Ullens de Schooten, ex-agent de la Sûreté de l’État — le service de renseignement belge — accuse Didier Reynders d’avoir touché des pots de vin dans des affaires de marchés publics. Avec l'aide de son bras droit, il aurait blanchi l’argent reçu en vendant à un prix surcoté des œuvres d’art ou en effectuant des transactions immobilières, mais aussi en utilisant des sociétés écrans, Il cite également des corrupteurs, comme des marchands d'armes, et un candidat à l'élection présidentielle congolaise. L'enquête est classée sans suite quelques jours plus tard.
En avril 2022, deux syndicats de magistrats français, l’Union syndicale des magistrats et le Syndicat de la magistrature, saisissent la commission européenne des « faiblesses structurelles des garanties d’indépendance de la justice en France », mettant en doute l’impartialité objective du commissaire européen à la justice Didier Reynders, jugé trop proche de l'ancien président Nicolas Sarkozy et du garde des sceaux Éric Dupond-Moretti.
En décembre 2024, Didier Reynders est suspecté de blanchiment d'argent via l'achat de jeux de hasard. Une enquête est ouverte depuis 2023 et les autorités suspectent ces agissements depuis plusieurs années, alors qu'il était encore ministre fédéral, mais plus ministre de tutelle de la Loterie nationale. Didier Reynders jouit dès lors d'une immunité parlementaire. Des poursuites judiciaires sont possibles mais demanderaient la levée de cette immunité à Chambre des représentants. Les enquêteurs ont attendu la fin de son mandat de commissaire européen à la Justice et l’Etat de droit pour éviter qu'il ne soit prévenu de l'investigation en tant que membre du Collège des commissaires, comme la procédure le prévoit. 

## Carrière politique

### Activités
- Président du MR du 11 octobre 2004 au 14 février 2011
- Vice-président du MR de 1992 à 2004
- Président de la Fédération provinciale du MR depuis 1995
- Chef du groupe MR au conseil communal d'Uccle depuis les élections d'octobre 2012
- Chef du groupe MR au Conseil communal de la Ville de Liège de 1995 à 2012
- Président d'Arrondissement de Liège du MR (de 1995 à 2004)
- Président du groupe PRL-FDF à la Chambre (1995-1999)
- Député fédéral (depuis  le 22 décembre 1992 jusqu’en 2019)
- Conseiller communal à Liège (octobre 1988 à 2012)
- Commissaire européen à la Justice à la Commission européenne (10 septembre 2019)

### Mandats au gouvernement
- 6 décembre 2011 : ministre fédéral des Affaires étrangères, du Commerce extérieur et des Affaires européennes dans le gouvernement Di Rupo
- 25 novembre 2009 : vice-Premier ministre, ministre des Finances et des Réformes institutionnelles au sein du gouvernement Leterme II.
- 30 décembre 2008 : vice-Premier ministre, ministre des Finances et des Réformes institutionnelles au sein du gouvernement Van Rompuy.
- 20 mars 2008 : vice-Premier ministre, ministre des Finances et des Réformes institutionnelles au sein du gouvernement Leterme I.
- 21 décembre 2007 : vice-Premier ministre et ministre des Finances et de la Réforme socio-économique au sein du gouvernement Verhofstadt III.
- Vice-Premier ministre (depuis le 18 juillet 2004) et ministre des Réformes institutionnelles.
- Ministre des Finances chargé de la Régie des Bâtiments (depuis le 12 juillet 2003).
- Ministre des Finances à partir de 1999[27].
- Président de l'Eurogroupe (réunion des Ministres des Finances de la zone euro) du 1er janvier au 31 décembre 2001 et de l'Ecofin (réunion des ministres des Finances de l'Union européenne) du 1er juillet au 31 décembre 2010.
- Membre du G7 durant l'année 2001.
- Président du G10 réunissant les principaux États créanciers (Allemagne, Belgique, Canada, États-Unis, France, Grande-Bretagne, Italie, Japon, Pays-Bas, Suède et Suisse) durant l'année 2002.
- Chef de Cabinet du vice-Premier ministre, ministre de la Justice et des Réformes institutionnelles (Jean Gol) (1987-1988)
- Didier Reynders est consul honoraire de Tunisie (remplacé pendant la durée de son mandat ministériel par un consul honoraire faisant fonction : M. Laurent Burton).

## Vie privée
Il est marié avec Bernadette Prignon, présidente de chambre à la Cour d'appel de Liège. Il a quatre enfants et une sœur, Danièle (ancienne procureure du roi de Liège).
Sa fille cadette, Clara Reynders, se lance en politique à l'age de 29 ans en se présentant sur la liste MR à Liège-Ville pour les élections communales de 2024.

## Distinctions
- Citoyen d'honneur de Liège (2012)[30]
- Grand officier de l'ordre de Léopold (2014)[31]
- Commandeur de la Légion d'honneur (2013) [32]
- Grand-croix, classe spéciale de l'ordre du Mérite (2014)[33]
- Chevalier grand-croix de l'ordre du Lion d'or de la maison de Nassau (2016)
- Grand-croix de l'ordre de Mérite du grand-duché de Luxembourg (2016)[34]

## Publications
- Parlons-en, éditions Luc Pire, 2007
- Bruxelles pour tous. Vaincre la fracture, éditions La Muette, 2014

## Biographies
- André Gilain, Didier Reynders : La face cachée de l'iceberg, éditions Luc Pire, 2007  (ISBN 9782874157448)
- Marco Van Hees, Didier Reynders L'homme qui parle à l'oreille des riches, 2008  (ISBN 9782930402451)[35],[36]
- Martin Buxant et Francis Van de Woestyne, Didier Reynders sans tabou, Racine, 2014